# Docking@Home

Docking@Home은 델라웨어 대학교에서 호스팅하고 BOINC 소프트웨어 플랫폼에서 실행되는 자원 봉사 컴퓨팅 프로젝트였다. 이 프로젝트는 CHARMM 프로그램을 사용하여 단백질-리간드 도킹을 모델링한다. 자원 봉사 컴퓨팅을 통해 단백질-리간드 도킹 형태를 광범위하게 검색하고 리간드 기반 계층적 클러스터링을 사용하여 거의 기본 리간드 형태를 선택할 수 있었다. 궁극적인 목표는 새로운 약품을 개발하는 것이었다.
이 프로젝트는 2014년 5월 23일에 중단되었다.

## 같이 보기
- 자원 봉사 컴퓨팅 프로젝트 목록

## 더 읽어보기
- “컴퓨터 유휴? 이제 주요 질병 치료를 위한 시간 기부가 가능합니다.”. Newswise. 2009년 6월 16일. 2009년 7월 27일에 확인함.